# Сидар Гроув (Флорида)
Сидар Гроув (енгл. Cedar Grove) је пописом одређено насељено место у америчкој савезној држави Флорида.

## Демографија
По попису из 2010. године број становника је 3.397, што је 1.97 (-36,7%) становника мање него 2000. године.
| Група             | 2000.         | 2010.         |
| Белци             | 4.511 (84,1%) | 2.260 (66,5%) |
| Афроамериканци    | 515 (9,6%)    | 741 (21,8%)   |
| Азијати           | 95 (1,8%)     | 60 (1,8%)     |
| Хиспаноамериканци | 113 (2,1%)    | 205 (6,0%)    |
| Укупно            | 5.367         | 3.397         |